# La viuda joven
La viuda joven est une telenovela vénézuélienne diffusée en 2011 par Venevision et écrite par Martín Hahn. Elle est inspirée de la vie de la baronne espagnole Carmen Cervera (Tita Thyssen).

## Distribution
- Mariángel Ruiz : Inmaculada Von Parker (La Baronne)
- Verónica Schneider : Abril Armas
- Luis Gerónimo Abreu : Alejandro Abraham
- Juan Carlos García : Jeremías Miranda
- Luciano D'Alessandro : Christian Humboldt
- Miguel de León : Vespasiano Calderón
- Astrid Carolina Herrera : Ivana Humboldt
- Carlos Mata : Ángel Abraham
- Carlos Cruz : Rogelio Galíndez †
- María Antonieta Duque : Iris Fuenmayor (Vilma Bravo)
- Iván Tamayo : Simón Madero
- Rafael Romero : Tirso Damasco
- Javier Vidal Pradas : Federico Humboldt
- Eva Blanco : Elda Lugo
- Sonia Villamizar : Peggy Pardo Pardo †
- Beba Rojas : Vicenta Palacios de Humboldt
- Antonio Delli : Julio Castillo
- José Luis Useche : Domingo Parada
- Paula Bevilacqua : Grecia Burgos†
- Elio Pietrini : Don Elías
- José Romero : Leonel Hernández
- Yelena Maciel : La Pelusa (Ruth Luna)
- Sheryl Rubio : Sofía Carlota Calderón
- Carlos Felipe Álvarez : Josue Calderón Humboldt
- Marjorie Magri : Karelis Abraham
- Aileen Celeste : Vanessa Humboldt†
- Susej Vera : Macarena Black†
- Eleidy Aparicio : África Porras
- Claudio de La Torre : Enmanuel Madero
- César Flores : Pedro
- Crisbel Enríquez : Claudia Pardo-Pardo†
- Josette Vidal Restifo : Julie Castillo Humboldt
- Stephanie Cardone Fulop : Sonia
- José Vicente Pinto : Rosario
- Andreína Carvó : Sandra Reveron
- Guillermo Roa : Sebastián Madero
- Meisbel Rangel : la fille fantôme
- Gabriel Marcano
- María Fernanda Durán
- Eliana de Abreu
- Luis Villaroel
- Francisco Mezones
- Norma Méndez
- Pedro Padrino : Omar
- Arismart Marichales
- Gulliermo Céliz
- Cristina Castillo
- María Corado

### Participations spéciales
- Roberto Messuti : Matias Humboldt†
- Hans Christopher : Peter Von Parker†
- Ray Torres : Orlando
- Jean Carlo Simancas : El Peluo Salomon (Diego Luna)
- Carlos Guillermo Haydon : Thomas Rulfo†
- Prakriti Maduro : Clarisa†
- Beatriz Vázquez : Rita
- Jaime Araque : Salvatore Bonvicini†
- Dianny Marcoccia : "Neta" Humbolt
- Alejo Felipe : Pascual Bonvicini†
- Manuel Salazar : Ernesto
- José Vieira : Denis Rodríguez
- Emma Rabbe : Dr. Penélope Arrechero

## Diffusion internationale
| Pays                   | Réseau TV            | Titre Alternatif (Traduction) | Série Première   | Horaire hebdomadaire | Timeslot |
| ---------------------- | -------------------- | ----------------------------- | ---------------- | -------------------- | -------- |
| Venezuela              | Venevisión           | La Viuda Joven                | 16 mars 2011     | Lundi-Samedi         | 21:00    |
| Argentine              | Canal 9 Televida     | La Viuda Joven                | 25 avril 2011    | Lundi-Vendredi       | 14:15    |
| Équateur               | TC Televisión        | La Viuda Joven                | 10 mai 2011      | Lundi-Vendredi       | 14:30    |
| USA                    | Telefutura           | La Viuda Joven                | 31 mai 2011      | Lundi-Vendredi       | 17:00    |
| Géorgie                | Rustavi 2            | ახალგაზრდა ქვრივი             | 22 juin 2011     | Lundi-Samedi         | 19:45    |
| Indonésie              | Vision2              | The Black Widow               | 4 août 2011      | Lundi-Vendredi       | 22:40    |
| Mexique                | Cadenatres           | La Viuda Joven                | 29 août 2011     | Lundi-Vendredi       | 09:00    |
| Honduras               | Canal 30             | La Viuda Joven                | 6 septembre 2011 | Lundi-Vendredi       | 19:00    |
| Guatemala              | Guatevisión          | La Viuda Joven                |                  |                      |          |
| Colombie               | VmasTV               | La Viuda Joven                | Avril 2012       | Lundi-Samedi         |          |
| République dominicaine | Tele Antillas        | La Viuda Joven                | 5 décembre 2011  | Lundi-Vendredi       | 13:00    |
| Porto Rico             | Tele Isla            | La Viuda Joven                | 17 avril 2012    | Lundi-Vendredi       | 14:00    |
| Espagne                | Canal Sur Televisión | La Viuda Joven                | 12 décembre 2011 | Lundi-Vendredi       | 16:20    |
| Bolivie                | Unitel               | La Viuda Joven                |                  | Lundi-Vendredi       | 18:45    |
| Nicaragua              | Televicentro         | La Viuda Joven                |                  | Lundi-Vendredi       | 11:00    |